# Stuart Candy
Pour les articles homonymes, voir Candy.
Stuart Candy, né en 1980 à Adélaïde, est un prospectiviste et designer australien. Le travail de Candy se caractérise par l'usage de la discipline du design comme d'un outil pour anticiper des scénarios futuristes. Stuart Candy est aujourd'hui conseiller auprès du Comité international de la Croix-Rouge à Genève, directeur associé de l'école de design de l'université Carnegie-Mellon à Pittsburgh en Pennsylvanie et enseignant à l'Université de l'École d'art et de design de l'Ontario à Toronto.

## Formation
Candy détient un diplôme en art et droit de l'université de Melbourne. Après ses études à Melbourne, Candy a suivi un programme d'études de prospective dispensé par l'université d'Hawaï à Mānoa où il réalisa un doctorat en sciences politiques. 

## Projets
En 2017, le projet NurturePod réalisé par Stuart Candy, a été présenté au musée d'art contemporain d'Anvers. Cette installation futuriste met en situation un nourrisson installé dans une chaise, portant des lunettes de réalité virtuelle, le plongeant ainsi dans un contexte d'éducation virtuelle,.
En collaboration avec le designer Jeff Watson, Stuart Candy a fondé le Situation Lab, un laboratoire de recherche en design basé à l'Université de l'École d'art et de design de l'Ontario. En 2014, Situation Lab publia un jeu de cartes proposant aux participants de collaborer et d'imaginer des scénarios de futurs souhaitables, The Thing From The Future,.

## Récompenses et distinctions
- Most Significant Futures Work Award (2017) pour l'article Designing an Experiential Scenario: The People Who Vanished décerné par The Association of Professional Futurists[6]
- Most Significant Futures Work Award (2015) pour le jeu de cartes The Thing From the Future décerné par The Association of Professional Futurists [7]
- Sélection officielle 2014, IndieCade International Festival of Independent Games pour le jeu de cartes The Thing From The Future [8]
- Norman Meller Award (2009) pour ses résultats académiques en tant que jeune diplômé, décerné par le Département de Sciences Politiques de l'université d'Hawaï à Mānoa [9]